# Секвоя (вожд)
Секвоя (ок. 1770 – 1843) е индиански полимат от племето Чероки. През 1821 г. той създава сричкова писменост за езика чероки, като така прави възможно четенето и писането на чероки. Това е първата официална писменост сред северноамериканските коренни народи.

## Ранен живот
Текстовете за живота на героичния индианец са много и или взаимно си противоречат, или са напълно измислени. Има много малко първични документи, описващи факти от живота на Секвоя.
Според повечето източници, Секвоя е роден в град Чероки около 1770 г. Смята се, че името му идва от думат siqua, което означава „свиня“. Като малко момче е прекарал ранните си години с майка си, която е била племенница на братята вождове Олд Тасел и Двуглав. Източниците се различават по отношение на самоличността на бащата на Секвоя. В книгата на Емет Стар, „Ранна история на черокеите“ се казва, че бащата е бил търговец от Швабия на име Гайст, Гуист или Гист. Други смятат, че е бил нелицензиран германски търговец на име Джордж Гист,. Друга теория за личността на бащата е Натаниел Гист, син на Кристофър Гист, който по-късно става офицер в континенталната армия, а още няколко източници предполагат, че бащата вероятно е търговец на козина, че е „син на шотландец“ или че е полу-индианец, а дядо му – бял човек.
Във всеки случай бащата е отсъствал преди да се роди Секвоя. Предложени са различни обяснения, но причината не е известна. Майката след това не се жени повторно. Секвоя няма братя и сестри и не е ходил нито на училище, нито е учил английски. Като юноша, той прекарва голяма част от времето си в грижи за добитък, както и работа в семейната градина. Майка му ръководи търговски пост.
Още много млад, Секвоя става куц, но не се знае кога или какво точно е станало. Въпреки това, има различни теории. Някои етнолози сочат, че това може да е причинено от нараняване в битка; други твърдят, че причината е била ловен инцидент. Във всеки случай тази негова куцота представлява огромна пречка за младия индианец и той не може да стане нито фермер, нито войн.
Въпреки куцотата и липсата на образование, Секвоя бил изключително надарен и интелигентен – още като дете проектира и изгражда млечни корита за млечната къща, която е построил. Освен това, докато влиза в контакт с бели мъже, Секвоя се научава как да прави бижута и става известен бижутер, създавайки различни предмети от сребърните монети. За съжаление никога не е подписвал произведенията си, така че няма такива, които могат да бъдат посочени като негови.
След смъртта на майка си, Секвоя поема търговския пост и магазинът се превръща в неофициално място за срещи на мъжете чероки, в което те общуват и пият уиски.Секвоя също се поддал, развивайки голяма привързаност към алкохолната напитка и към алкохола като цяло. Пиенето му зачестило и почти никога не бил напълно трезвен. За щастие, младият индианец разбрал, че съсипва живота си и се заел с нови интереси – започнал да рисува. След това се заел с ковачество, за да може да ремонтира железопътните ферми, въведени в района. Самоук, както обикновено, той си изработва собствени инструменти – ковашка и духалка. Скоро прави добър бизнес – ремонтира или продава предмети, създадени от самия него.

## Създаване на езика чероки
Като търговец, Секвоя се занимавал редовно с заселилите се в района бели. Бива впечатлен от тяхното писане.
Повечето чероки обаче вярвали, че писането е вид магия, специален подарък от Боговете. Секвоя не приема нито едно от тези обяснения и е твърдо убеден, че може да измисли начин народът му да „говори на хартия“, въпреки убеждението на семейството и приятелите му, че си е изгубил ума. Около 1809 г. Секвоя започва да създава система за писане на езика на чероки. Отначало се стреми да създаде символ за всяка дума на езика, прекарвайки една година в това начинание. Има слух, че жена му е изгорила първоначалната му идея, вярвайки, че това е вид магия.
Секвоя разбира, че този подход е непрактичен. Вместо това, индианецът решава да разработи символ за всяка сричка на езика и само след около месец разполагал със система от 86 знака, някои от които латински букви, които научава от книга за правопис
Секвоя за първи път преподава учебната програма на шестгодишната си дъщеря Айока, тъй като не може да намери възрастни, желаещи да я научат. След това пътувал до различни индиански резервати в територията на Арканзау, където са се били заселили някои чероки. Когато се опитва да убеди местните водачи в полезността на учебната програма, те се усъмняват. За да им докаже правотата си, индианецът моли всеки водач да каже дума, която той записва, и след това казва на дъщеря си да им прочете думите. Тази демонстрация убеждава лидерите да му позволят да преподава учебната програма на още няколко души. Това отнема няколко месеца, а в края на обучението, за да покаже знанията си, всеки ученик трябвало да напише писмен отговор на писмо, написано от Секвоя.
През 1825 г. чероки нацията официално приема системата за писане, а на следващата година Националният съвет на Чероки възлага на Джордж Лоури и Дейвид Браун да преведат и отпечатват осем копия от законите на нацията Чероки на езика на Чероки, използвайки новата система на Секвоя. Освен това, през същата година Секвоя пътувал до земите на чероки в Арканзас, където създал ковашки цех и солница и продължил да преподава езика на всеико, който почелал. По време на това пътуване, Секвоя се среща с представители на други индиански племена и вдъхновен от тези срещи, той решава да създаде учебна програма за универсална употреба сред индианските племена.
1828 г. започва да излиза първият чероки вестник „Чероки феникс“, издаван с помощта на мисионери.

## Последно пътуване и смърт
Най-съкровената мечта на Секвоя е да види разцепената чероки нация да се събере отново. По тази причина през пролетта на 1842 г. Секвоя предприема пътуване, за да намери други чероки групи, за които се смята, че са избягали в Мексико. Надява се да успее да ги убеди да се върнат в територията на чероките. На това пътешествие, Секвоя е придружен от сина си Тези (Чусалета), както и други чероки, идентифицирани като Ко-тес-ка, Ну-у-та-на, Ках-та-та, Ко-у-си-ти, Йоан Илия, и Червеят:
Някъде между 1843 и 1845 г. Секвоя умира по време на пътуване до Сан Фернандо де Росас в Коауила, Мексико.